# Swida darvasica
Swida darvasica là một loài thực vật thuộc họ Cornaceae. Đây là loài đặc hữu của Tajikistan.